# Marian Swęd
Marian Józef Swęd (ur. 15 marca 1926 w Jabłonicy, zm. 27 grudnia 2005) – polski rolnik i polityk, poseł na Sejm PRL IX kadencji.

## Życiorys
Do Zjednoczonego Stronnictwa Ludowego wstąpił w 1959. Był wiceprezesem Gminnego Komitetu partii. W latach 1962–1970 był radnym Powiatowej Rady Narodowej w Przysusze, zasiadał w jej Prezydium. Prezes Kółka Rolniczego w rodzinnej wsi w latach 1970–1975. W okresie 1976–1981 był prezesem Gminnego Komitetu ZSL w Wieniawie. Był zastępcą przewodniczącego Gminnej Rady Narodowej w Wieniawie (1980–1984), a także radnym Wojewódzkiej Rady Narodowej w Radomiu. Członek Zarządu Spółdzielni Kółek Rolniczych. Od 1985 do 1989 pełnił mandat posła na Sejm PRL IX kadencji w okręgu Radom, zasiadając w Komisji Transportu, Żeglugi i Łączności. Odznaczony Krzyżem Kawalerskim Orderu Odrodzenia Polski.